# Ülle Jaakma

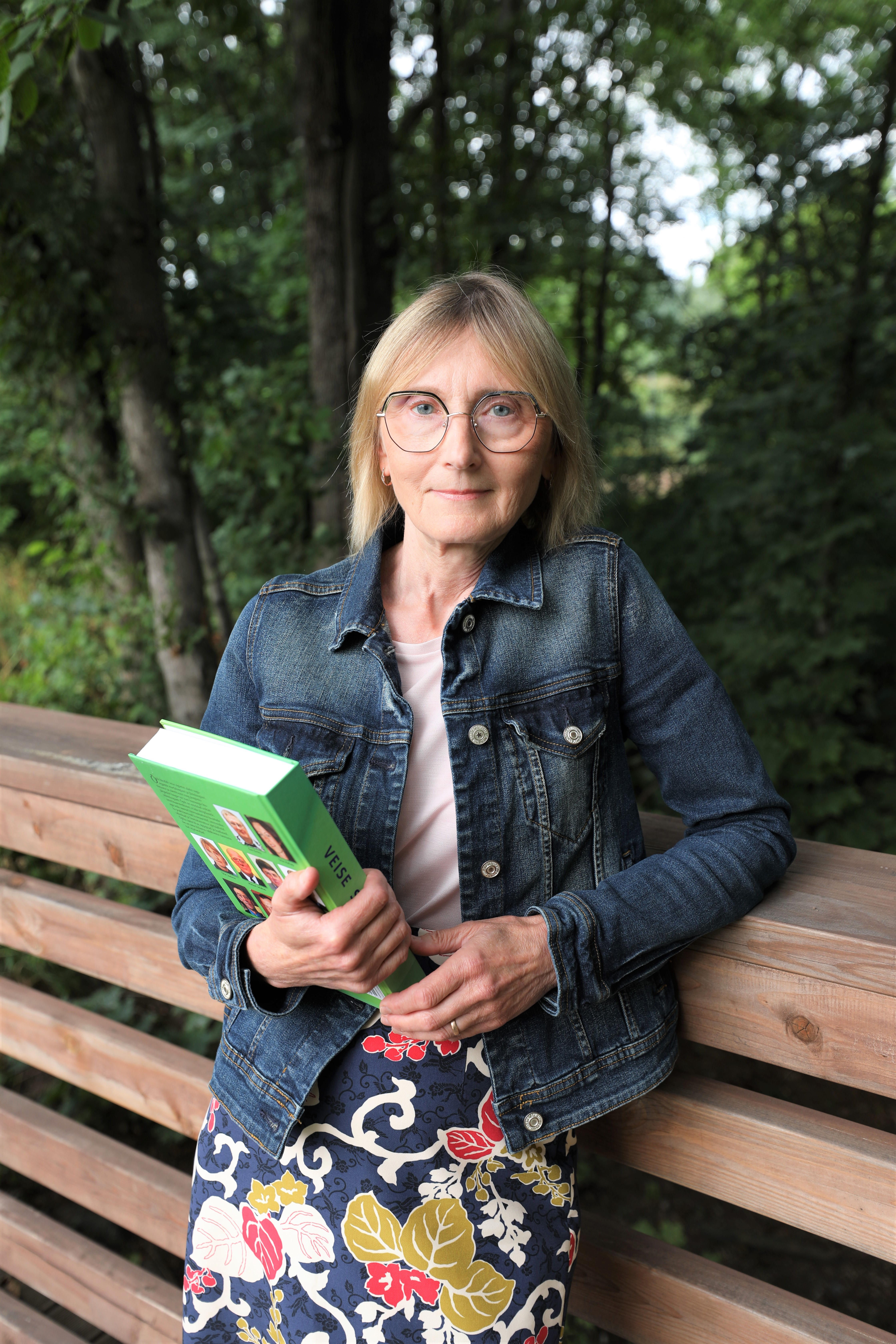
Ülle Jaakma em 2022

Ülle Jaakma (nascida Ülle Lahke; 1 de outubro de 1957) é uma agrónoma estoniana. Desde 1 de janeiro de 2023 que serve como reitora da Universidade das Ciências da Vida da Estónia.
Jaakma nasceu na ilha de Muhu. Formou-e na escola secundária de Orissaare em 1975 e na Universidade de Tartu em 1980 como bióloga. A sua especialidade é a medicina veterinária.
Desde 1995 trabalha na Universidade das Ciências da Vida da Estónia. Desde 2005 que trabalha como professora do Instituto de Medicina Veterinária e Zootecnia da universidade e, desde 2013, é pró-reitora científica (em estoniano:  teadusprorektor) na universidade.
Em 2015, foi premiada com a Ordem da Estrela Branca, classe IV.